# Alzheimer's Association
L'Alzheimer's Association è un'organizzazione sanitaria senza scopo di lucro statunitense. Formata da volontari, si occupa di assistenza, supporto e ricerca sulla malattia di Alzheimer.
La sede centrale a Chicago e collabora con un ufficio per le politiche pubbliche a Washington e varie sedi periferiche sparse in tutti gli Stati Uniti.

## Storia
Jerome H. Stone fondò l'Alzheimer's Association con la collaborazione di diversi gruppi familiari di mutuo aiuto, dopo essersi confrontato col National Institute on Aging nel 1979.[1] Quando a sua moglie fu diagnosticato per la prima volta l'Alzheimer nel 1970, Stone si unì a sette gruppi indipendenti che volevano formare un'organizzazione nazionale.
I gruppi erano composti da ricercatori, medici, operatori sanitari e altri volontari.
All'epoca, l'Alzheimer era una malattia poco conosciuta e i gruppi di aiuto erano molto poco numerosi.
Il 4 dicembre 1979 i gruppi si riunirono per la prima volta per discutere la natura e una possibile cura per l'Alzheimer.[2]
Il 10 aprile 1980 fu costituita l'Associazione per la malattia di Alzheimer e le malattie correlate (Alzheimer's Disease and Related Disorders Association). Nello steso anno, il National Institutes of Health (NIH) investì 13 milioni di dollari nella ricerca sulla malattia di Alzheimer. Nel 1982, Ronald Reagan istituì la prima Settimana nazionale di sensibilizzazione sulla malattia di Alzheimer.
Nel gennaio 2023, Joanne Pike è succeduta a Harry Johns come prima donna ad occupare il ruolo di presidente dell'associazione.

## Attività
L'associazione dichiara di essere il principale finanziatore no profit al mondo per la ricerca sull'Alzheimer.
L'Alzhiemer's Association mette a disposizione un numero verde attiva h24 tutto l'anno nel quale specialisti e medici di livello master offrono supporto e informazioni riservate a persone affette da demenza, caregiver, famiglie e al pubblico in generale.
Inoltre, organizza alcuni eventi per la raccolta fondi per la ricerca, tra cui:
- Walk to End Alzheimer's (marcia per sconfiggere l'Alzheimer): ogni anno in 600 comunità di tutto il mondo si svolge una marcia per finanziare il servizio di assistenza gratuita e la ricerca di un trattamento o di una cura per la malattia di Azlhiemer;[1]
- The Longest Day ("Il giorno più lungo"): coincide con il solstizio d'estate, giorno più lungo e con più luce dell'anno (e con la sera precedente la nascita di san Giovanni Battista). Il nome enfaticamente paragona la raccolta fondi alla luce che allontana le "tenebre della malattia". L'evento consiste in tornei sportivi, giochi di carte, feste, preparazione di dolci;[2]
- Ride to End Alzheimer's (Pedalata per sconfiggere l'Alzheimer): evento di raccolta fondi e sensibilizzazione dell'opinione pubblica rivolto a ciclisti occasionali e appassionati.[3]

## Pubblicazioni
L'Alzheimer's Association pubblica Alzheimer & Dementia, rivista ad accesso aperto e sottoposta a revisione paritaria, che mette anche a disposizione della comunità di ricercatori e paziente un forum di ascolto e dialogo.

## Alzheimer's Impact Movement
L'Alzheimer's Impact Movement (AIM) è un'associazione affiliata all'Alzheimer's Association, giuridicamente distinta e qualificata come organizzazione ammessa ai benefici dell'articolo 501(c)(4). L'AIM lavora a livello federale e statale per far sì che le priorità di politica pubblica sia finalizzate a sconfiggere l'Alzheimer e la demenza, mediante maggiori investimenti nella ricerca, migliori cure, sostegno e prevenzione.

## Alzheimer's Impact Movement Advocacy Forum
L'Alzheimer's Impact Movement (AIM) Advocacy Forum è un incontro annuale che si svolge in primavera a Washington L'evento, della durata di più giorni, comprende sessioni di formazione, ospiti, la National Alzheimer's Dinner e presentazioni tematiche incentrate sulla definizione delle politiche e sulla legislazione in materia di Alzheimer.
L'evento è caratterizzato da una giornata di lobbying durante la quale i partecipanti volontari tengono incontri con i membri del Congresso a Capitol Hill.

## Trasparenza
L'Associazione Alzheimer condivide pubblicamente le sue politiche di governance, i suoi rapporti finanziari e le informazioni sui partenariati.